# Roklengte

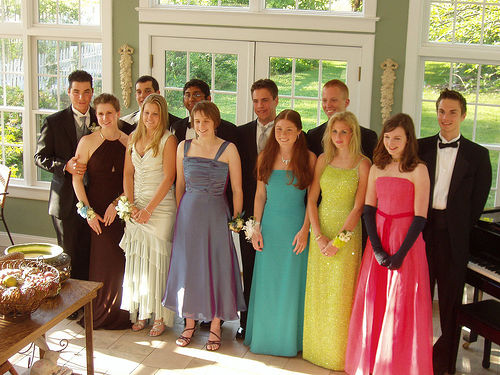
Feestjurken, met variërende roklengte. De kortste rok eindigt boven de enkel. De langste lopen door tot de vloer.

De roklengte is de lengte van een rok of jurk gemeten vanaf de taille tot aan de onderkant van de zoom.
De roklengte varieert sterk met de heersende mode in de tijd. De roklengte kan variëren tussen heuphoogte en vloerhoogte. De hoogte is niet alleen afhankelijk van de heersende mode, maar ook van de leeftijd van de draagster van het kledingstuk, van de gelegenheid waarvoor de kleding is bedoeld, maar ook van de individuele keuze en individuele smaak.
In traditionele kleding die bijvoorbeeld gedragen wordt in Arabische landen, Japan en India, is de roklengte veel constanter dan in de westerse mode.

## Soorten
De verschillende roklengten kunnen worden gekarakteriseerd door hun afmeting, van lang naar kort:
- tot de vloer
- tot de enkel
- tot de kuit
- onder de knie
- boven de knie
- tot halverwege de dij
- tot de heup

Daarnaast kan de roklengte binnen één kledingstuk ook variëren. Voorbeelden zijn:
- asymmetrische rok
- een rok met punten en inhammen
- een rok met golven
- aan de voorkant kort, aan de achterkant lang

Rokken krijgen soms aanduidingen die een functie zijn van hun lengte, zoals de minirok of de tutu.

## Geschiedenis

Overzicht van de roklengte volgens de mode tussen 1805 en 2005

In de geschiedenis van de westerse mode varieerde de roklengte van kleding voor vrouwen uit de midden- tot hogere klassen eeuwenlang slechts tussen de vloerhoogte en net boven de enkel. Dit duurde tot de Eerste Wereldoorlog. Kortere rokken werden wel gedragen, maar vooral door vrouwen uit lagere klassen. Zij droegen rokken die tot de kuit reikten, hetgeen een praktischer werkkleding is. Nog kortere rokken werden in deze periode slechts gedragen in bepaalde situaties, zoals bij strandkleding. Ook balletdanseressen droegen korte rokken.
Rond 1915 begonnen de rokken duidelijk korter te worden. In ongeveer vijftien jaar tijd veranderde de lengte van vloerhoogte tot kniehoogte.
Tussen de Eerste Wereldoorlog en ongeveer 1970 stonden vrouwen onder sociale druk om rokken conform de heersende mode te dragen. Vanaf de jaren 70 ging de eigen mening van vrouwen zwaarder wegen, en werd hun keuzevrijheid groter. Vanaf dat moment was er niet meer één overheersend modebeeld voor de roklengte; vrouwen konden nu hun eigen keuze maken. Dit geldt in het begin van de eenentwintigste eeuw nog steeds in de westerse wereld.
De Amerikaanse econoom George W. Taylor (1901-1972) bedacht in 1926 de "Hemline-index", een index voor de roklengte. Hij stelde dat als rokken korter worden de prijzen van aandelen stijgen en omgekeerd. Er bestaat echter geen bewijs voor de statistische correlaties.

## Afbeeldingen

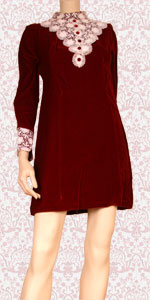
Mini-jurk
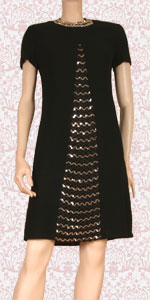
Cocktailjurk net boven de knie
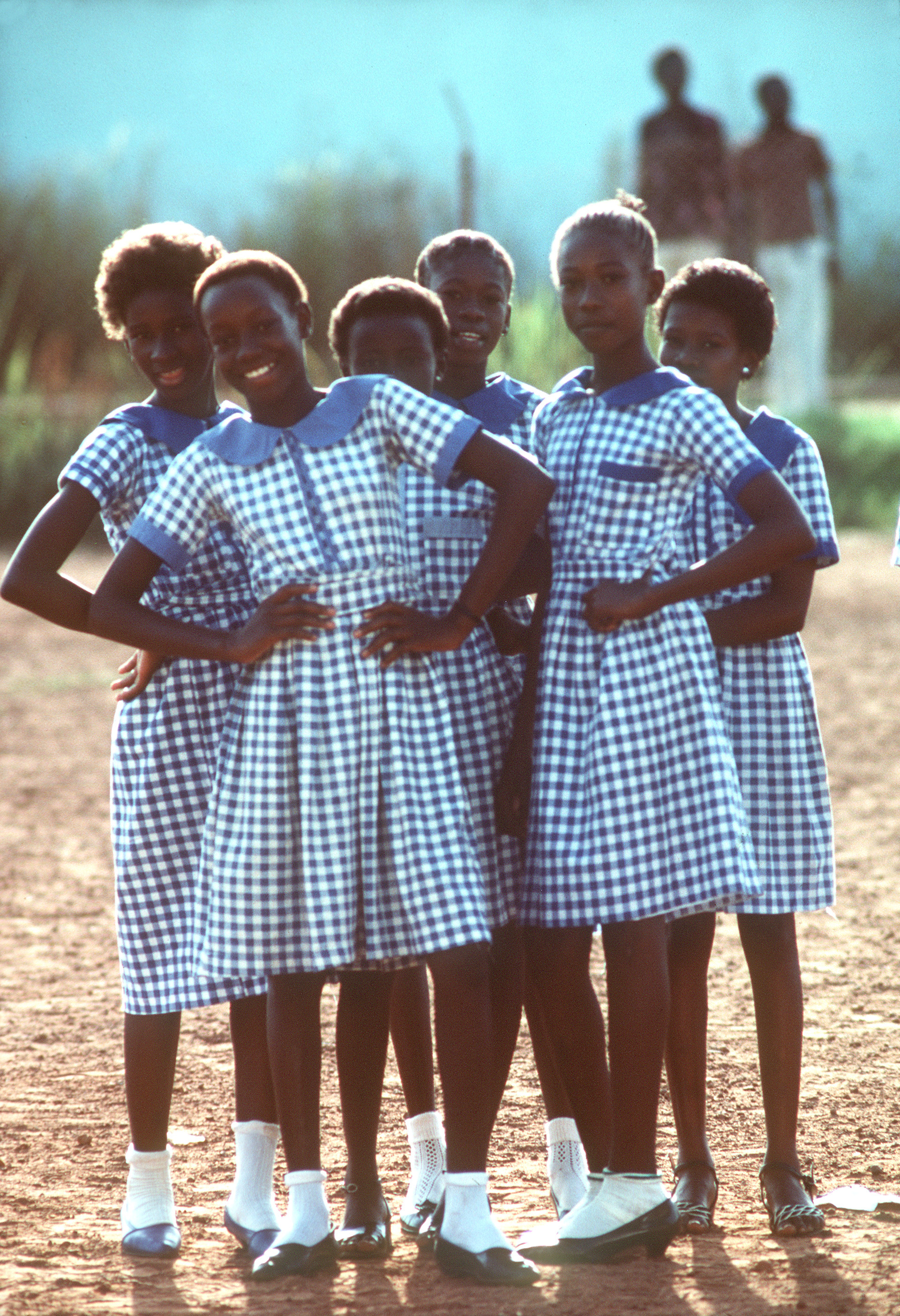
Schoolkleding onder de knie
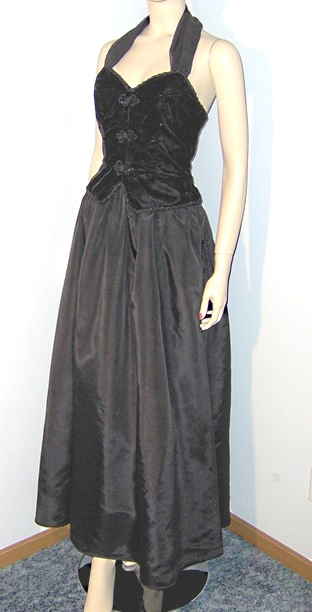
Avondjurk met enkellengte